# Luciano Javier Ávila
Luciano Javier Ávila (* 26. März 1965 in Realicó, Provinz La Pampa) ist ein argentinischer Herpetologe und Biologe. Sein Forschungsschwerpunkt gilt den Reptilien im südlichen Südamerika.

## Leben
Ávila erlangte im März 1990 ein Licenciado in den Biowissenschaften an der Universidad Nacional de Río Cuarto (UNRC). Im April 1996 wurde er an der Universidad Nacional de Tucumán (UNT) zum Ph.D. in den Biowissenschaften mit dem Schwerpunkt Zoologie promoviert. Von 1997 bis 1998 forschte er als Postdoc im Inland an der Universidad Nacional de Río Cuarto und von 2000 bis 2004 als Postdoc im Ausland am Lehrstuhl für Integrative Biologie der Brigham Young University in Provo, Utah, USA.
Ávila war Forschungsmitarbeiter und Stipendiat im Sekretariat für Wissenschaft und Technologie an der Universidad Nacional de Río Cuarto, Stipendiat beim Consejo de Investigaciones Científicas y Técnicas de la Provincia de Córdoba (CONICOR, Rat für wissenschaftliche und technologische Forschung der Provinz Córdoba). Beim Consejo Nacional de Investigaciones Científicas y Técnicas (CONICET, Nationaler Rat für wissenschaftliche und technologische Forschung) erhielt er ein Fortbildungsstipendium sowie ein internes und externes Postdoc-Stipendium.
Seit 1998 ist Ávila wissenschaftliches Mitglied und seit 2010 unabhängiger Forschungsmitarbeiter beim CONICET. Die Ergebnisse seiner wissenschaftlichen Tätigkeit wurden in mehr als 100 Fachartikeln und Notizen in argentinischen und internationalen Zeitschriften veröffentlicht, darunter in Herpetologica, Evolution, Systematic Biology, Cuadernos de Herpetología, Journal of Herpetology, Herpetological Review, Tropical Zoology, FACENA, Bulletin of the Maryland Herpetological Society, Biogeographica, Boletín de la Sociedad de Biología de Concepción, Revista Española de Herpetología, Herpetologische Zeitschrift, Acta Zoológica Lilloana, Zootaxa, Amphibia-Reptilia, Herpetozoa, Boletín del Museo Regional de Ciencias Naturales de Torín, Bulletin of the Chicago Herpetological Society und im Boletín de la Asociación Herpetológica Argentina. Ferner gab er Tagungsberichte über Fachkongresse aus Argentinien, Brasilien, Uruguay, Chile, Venezuela und den Vereinigten Staaten heraus.
Ávilas Interessen konzentrieren sich auf die Taxonomie, Systematik, Phylogenie, Evolution, Ökologie, Naturschutz, biologischen Inventare und Biogeographie südamerikanischer Reptilien, mit einem besonderen Schwerpunkt auf patagonischen Echsen. Er war an den Erstbeschreibungen von über 20 Reptilienarten beteiligt, darunter aus den Gattungen Homonata, Liolaemus, Phymaturus und Teius. Zu seinem Verantwortungsbereich gehören die Grundlagenforschung, die postgraduale Lehre, die Beratung und Bewertung von Studenten im Grund- und Hauptstudium, die Kuration von herpetologischen Sammlungen, die Verwaltung seiner wissenschaftlichen Forschungsprojekte, die Bewertung von Bewerbungen für Forschungsprojekte und wissenschaftliche Forschungspositionen, biologische Grundlagenerhebungen für private Öl- und Bergbauunternehmen sowie Erhebungen zur biologischen Vielfalt.
Ávila ist seit 1997 mit Mariana Mirando verheiratet. Seit 2003 ist er Vater eines Sohns.